# CECAFA
De CECAFA (Council for East and Central Africa Football Associations) is de voetbalbond voor landen uit Oost en Centraal-Afrika. (Frans: Conseil des Associations de Football d'Afrique de l'Est et Centrale, Arabisch: مؤتمر جمعيات شرق ووسط أفريقيا لكرة القدم). Het is de oudste sub-regionale voetbalbond uit Afrika en is officieel opgericht in 1973. Onofficieel was het al opgericht in de jaren '20.

## Leden
Overzicht van de landen die lid zijn van CECAFA.
| Land        | Lid vanaf | Nationale bond             | UAFA-lid |
| ----------- | --------- | -------------------------- | -------- |
| Burundi     | 1998      | Burundese voetbalbond      | nee      |
| Djibouti    | 1994      | Djiboutiaanse voetbalbond  | ja       |
| Eritrea     | 1994      | Eritrese voetbalbond       | nee      |
| Ethiopië    | 1983      | Ethiopische voetbalbond    | nee      |
| Kenia       | 1973      | Keniaanse voetbalbond      | nee      |
| Rwanda      | 1995      | Rwandese voetbalbond       | nee      |
| Somalië     | 1973      | Somalische voetbalbond     | ja       |
| Zuid-Soedan | 2012      | Zuid-Soedanese voetbalbond | nee      |
| Soedan      | 1975      | Soedanese voetbalbond      | ja       |
| Tanzania    | 1973      | Tanzaniaanse voetbalbond   | nee      |
| Oeganda     | 1973      | Oegandese voetbalbond      | nee      |
| Zanzibar    | 1973      | Zanzibarese voetbalbond    | nee      |

## Toernooien
- CECAFA Senior Challenge Cup (CECAFA Cup) – Toernooi waarbij landen van de CECAFA meedoen.
- CECAFA Club Cup – Toernooi waarbij clubs uit landen van de CECAFA meedoen.
- CECAFA Nile Basin Cup – Toernooi waarbij clubs uit landen van de CECAFA meedoen.
- CECAFA Cup onder 17 – Toernooi waarbij jeugdteams (onder 17) van landen van de CECAFA meedoen.
- CECAFA Cup onder 20 – Toernooi waarbij jeugdteams (onder 20) van landen van de CECAFA meedoen.